# Parafia św. Anny w Sokołowie
Parafia pw. Św. Anny w Sokołowie – parafia rzymskokatolicka należąca do dekanatu gostynińskiego, diecezji płockiej, metropolii warszawskiej.
Parafia została erygowana w 1405 roku przez biskupa płockiego Jakuba z Korzkwi. Drewniany kościół parafialny z XVIII wieku, konstrukcji zrębowej, jest trzynawowy.

## Proboszczowie
- ks.Marek Czarciński (2023– )[2]